# Boman Aimé
Boman Bi Irie Aimé (sinh ngày 16 tháng 8 năm 1989) là một cầu thủ bóng đá người Bờ Biển Ngà, thi đấu ở vị trí hậu vệ. Hiện tại anh thi đấu cho câu lạc bộ Indonesia Perseru Serui.

## Sự nghiệp
Anh từng thi đấu chuyên nghiệp cho đội bóng tại Côte d'Ivoire Premier Division Société Omnisports de l'Armée. Anh đá ở Indonesia Super League cho PSM Makassar. Và bây giờ, anh đầu quân ở Liga 1 Indonesia cho Perseru Serui.